# Werningshausen
Werningshausen település Németországban, azon belül Türingiában. Lakosainak száma 643 fő (2023. december 31.). Werningshausen Sömmerda, Großrudestedt és Wundersleben községekkel határos.

## Népesség
A település népességének változása:
| Lakosok száma | 667  | 651  | 653  | 655  | 643  |
|               | 2017 | 2019 | 2021 | 2022 | 2023 |